# Бејадер
Бејадер су део градске женске народне ношње познате на територији Врања. Представља куповни свилени појас који је био сачињен од најфинијег свиленог материјала.
Како су покојнице биле сахрањиване са овим појасом, након седам, осам година и раскопавања гробова они су остали сачувани и њих су носиле сиромашне жене. Овај појас се везивао као машна док су му се крајеви спуштали по скуту. Преко њих су девојке и младе жене носиле мале позлаћене пафте од филиграна. 
Овај појам се може помешати са појасом који се носио у Мачви и Поцерини и који се назива бејадер („бојадер“). Њега су на ови просторима до осамдесетих година 19. века носиле богатије девојке и младе преко „лекедова“ (кецеље од белог танког беза). Такође је сачињен од свиле и са ресама на оба краја. Везивале су га са десне стране и пуштале да виси низ лекедов.